# Isländischer Fußballpokal der Männer 1998
Der isländische Fußballpokal 1998 war die 39. Austragung des isländischen Pokalwettbewerbs der Männer. Pokalsieger wurde ÍBV Vestmannaeyja. Das Team, das die beiden letzten Endspiele verlor, setzte sich am 30. August 1998 im Laugardalsvöllur von Reykjavík gegen Leiftur Ólafsfjörður durch. Da ÍBV neben den Pokal auch die Meisterschaft gewann, war der unterlegene Finalist Leiftur Ólafsfjörður für den UEFA-Pokal qualifiziert.
Titelverteidiger Keflavík ÍF schied in der 3. Runde gegen KVA Eskifjörður/Reyðarfjörður aus.

## Modus
Die Begegnungen wurden in einem Spiel ausgetragen. In den ersten zwei Runden nahmen Vereine ab der zweiten Liga abwärts und Reserveteams (U 23) teil. Die Mannschaften aus der ersten Liga starteten in der dritten Runde. Bei unentschiedenem Ausgang wurde das Spiel zunächst verlängert und gegebenenfalls durch Elfmeterschießen entschieden.

## 1. Runde
| Datum      |                       | Ergebnis |                         |
| ---------- | --------------------- | -------- | ----------------------- |
| 24.05.1998 | Neisti Hofsós         | 0:2      | Nökkvi Akureyri         |
| 24.05.1998 | Hvöt Blönduós         | 0:2      | KS Siglufjarðar         |
| 24.05.1998 | Höttur Egilsstaðir    | 5:2      | UMF Einherji            |
| 24.05.1998 | UMF Sindri Höfn       | 0:1      | Leiknir Fáskrúðsfjörður |
| 25.05.1998 | Huginn Seyðisfjörður  | 1:7      | þróttur Neskaupstaður   |
| 25.05.1998 | Fylkir Reykjavík U 23 | 5:0      | Ármann Reykjavík        |
| 25.05.1998 | Ægir þorlákshöfn      | 6:1      | GG Grindavík            |
| 25.05.1998 | UMF Tindastóll        | 1:0      | Magni Grenivík          |
| 25.05.1998 | Bruni Akranes         | 1:2      | Haukar Hafnarfjörður    |
| 25.05.1998 | KFS Vestmannaeyja     | 0:1      | Reynir Sandgerði        |
| 25.05.1998 | UMF Þróttur Vogar     | 0:9      | KR Reykjavík U 23       |
| 25.05.1998 | UMF Afturelding       | 5:0      | Keflavík ÍF U 23        |

## 2. Runde
| Datum      |                       | Ergebnis |                               |
| ---------- | --------------------- | -------- | ----------------------------- |
| 03.06.1998 | UMF Bolungarvík       | 2:0      | Ernir Ísafjörður              |
| 04.06.1998 | Ægir þorlákshöfn      | 3:5      | Víkingur Reykjavík            |
| 04.06.1998 | Haukar Hafnarfjörður  | 3:2      | UMF Njarðvík                  |
| 04.06.1998 | Snæfell Stykkishólmur | 00:15    | KR Reykjavík U 23             |
| 04.06.1998 | ÍA Akranes U 23       | 2:1      | Fylkir Reykjavík U 23         |
| 04.06.1998 | UMF Selfoss           | 4:3      | Fram Reykjavík U 23           |
| 04.06.1998 | þróttur Neskaupstaður | 0:3      | KVA Eskifjörður/Reyðarfjörður |
| 04.06.1998 | Völsungur Húsavík     | 1:2      | KA Akureyri                   |
| 04.06.1998 | KS Siglufjarðar       | 1:2      | UMF Tindastóll                |
| 04.06.1998 | FH Hafnarfjörður U 23 | 1:3      | UMF Stjarnan U 23             |
| 04.06.1998 | UMF Grindavík U 23    | 1:3      | Víðir Garði                   |
| 04.06.1998 | Valur Reykjavík U 23  | 4:3      | Reynir Sandgerði              |
| 04.06.1998 | Leiknir Reykjavík     | 3:1      | HK Kópavogur                  |
| 05.06.1998 | Höttur Egilsstaðir    | 0:3      | Leiknir Fáskrúðsfjörður       |
| 05.06.1998 | UMFS Dalvík           | 2:1      | Nökkvi Akureyri               |
| 05.06.1998 | UMF Víkingur          | 0:4      | UMF Afturelding               |

## 3. Runde
Teilnehmer: Die sechzehn Sieger der 2. Runde spielten alle zuhause. Zugelost wurden die zehn Vereine der Landssímadeild 1998, die zwei Absteiger der Sjóvá-Almennra deild 1997 und die vier Mannschaften, die die Saison 1997 in der zweiten Liga mit Platz drei bis sechs beendeten.
| Datum      |                               | Ergebnis |                      |
| ---------- | ----------------------------- | -------- | -------------------- |
| 18.06.1998 | UMF Bolungarvík               | 0:4      | Valur Reykjavík      |
| 18.06.1998 | KR Reykjavík U 23             | 3:1      | ÍA Akranes           |
| 18.06.1998 | UMF Tindastóll                | 0:5      | Leiftur Ólafsfjörður |
| 18.06.1998 | UMFS Dalvík                   | 0:5      | UMF Grindavík        |
| 18.06.1998 | UMF Selfoss                   | 0:5      | ÍR Reykjavik         |
| 18.06.1998 | Víkingur Reykjavík            | 5:0      | UMF Stjarnan         |
| 18.06.1998 | Leiknir Fáskrúðsfjörður       | 1:3      | FH Hafnarfjörður     |
| 18.06.1998 | Haukar Hafnarfjörður          | 1:5      | Fram Reykjavík       |
| 18.06.1998 | UMF Afturelding               | 0:1      | ÍBV Vestmannaeyja    |
| 19.06.1998 | KVA Eskifjörður/Reyðarfjörður | 1:0      | Keflavík ÍF          |
| 19.06.1998 | ÍA Akranes U 23               | 1:2      | Fylkir Reykjavík     |
| 19.06.1998 | Leiknir Reykjavík             | 1:2      | þór Akureyri         |
| 19.06.1998 | KA Akureyri                   | 1:3      | KR Reykjavík         |
| 19.06.1998 | Víðir Garði                   | 3:1      | UMF Skallagrímur     |
| 19.06.1998 | UMF Stjarnan U 23             | 0:4      | Breiðablik Kópavogur |
| 19.06.1998 | Valur Reykjavík U 23          | 0:2      | þróttur Reykjavík    |

## Achtelfinale
| Datum      |                               | Ergebnis              |                      |
| ---------- | ----------------------------- | --------------------- | -------------------- |
| 01.07.1998 | Víðir Garði                   | 2:2 n. V. (1:3 i. E.) | Víkingur Reykjavík   |
| 01.07.1998 | KVA Eskifjörður/Reyðarfjörður | 2:4                   | Leiftur Ólafsfjörður |
| 01.07.1998 | KR Reykjavík                  | 4:1                   | Valur Reykjavík      |
| 01.07.1998 | þór Akureyri                  | 1:2                   | ÍBV Vestmannaeyja    |
| 01.07.1998 | Breiðablik Kópavogur          | 3:0                   | ÍR Reykjavik         |
| 02.07.1998 | Fram Reykjavík                | 2:5                   | þróttur Reykjavík    |
| 02.07.1998 | Fylkir Reykjavík              | 3:1                   | FH Hafnarfjörður     |
| 02.07.1998 | UMF Grindavík                 | 2:0                   | KR Reykjavík U 23    |

## Viertelfinale
| Datum      |                      | Ergebnis  |                      |
| ---------- | -------------------- | --------- | -------------------- |
| 14.07.1998 | UMF Grindavík        | 2:0       | þróttur Reykjavík    |
| 14.07.1998 | Leiftur Ólafsfjörður | 2:1       | Víkingur Reykjavík   |
| 14.07.1998 | ÍBV Vestmannaeyja    | 1:0 n. V. | KR Reykjavík         |
| 15.07.1998 | Fylkir Reykjavík     | 1:3       | Breiðablik Kópavogur |

## Halbfinale
| Datum      |                   | Ergebnis |                      |
| ---------- | ----------------- | -------- | -------------------- |
| 05.08.1998 | ÍBV Vestmannaeyja | 2:0      | Breiðablik Kópavogur |
| 06.08.1998 | UMF Grindavík     | 0:2      | Leiftur Ólafsfjörður |

## Finale
| Paarung              | ÍBV Vestmannaeyja – Leiftur Ólafsfjörður |
| Ergebnis             | 2:0 (1:0) |
| Datum                | 30. August 1998 |
| Stadion              | Laugardalsvöllur, Reykjavík |
| Zuschauer            | 4.648 |
| Schiedsrichter       | Kristinn Jakobsson |
| Tore                 | 1:0 Steingrímur Jóhannesson (36.) 2:0 Hjalti Jóhannesson (69.) |
| ÍBV Vestmannaeyja    | Gunnar Sigurðsson – Ívar Ingimarsson, Guðni Helgason, Kristinn Hafliðason (87. Sindri Grétarsson), Hjalti Jóhannesson (89. Kristján Georgsson) – Zoran Miljković, Hlynur Stefánsson, Ingi Sigurðsson, Steinar Þór Guðgeirsson – Kristinn Lárusson, Steingrímur Jóhannesson (85. Jens Paeslack). Cheftrainer: Bjarni Jóhannsson |
| Leiftur Ólafsfjörður | Jens Martin Knudsen – Andri Marteinsson, John Schmidt Nielsen, Páll Eysteinn Guðmundsson, Paul Kinnard – Ratislav Lazorik, Steinn Viðar Gunnarsson, Peter Ogaba (77. Páll Viðar Gíslason), Uni Arge – Kári Reynisson, Baldur Bragason. Cheftrainer: Páll Guðlaugsson                                                           |
| Gelbe Karten         | Ingi Sigurðsson, Kristinn Lárusson – John Schmidt Nielsen |
| Platzverweise        | keine – Páll Eysteinn Guðmundsson (35.) |